# Haplolejeunea sticta
Haplolejeunea sticta är en bladmossart som beskrevs av Riclef Grolle. Haplolejeunea sticta ingår i släktet Haplolejeunea och familjen Lejeuneaceae. Inga underarter finns listade i Catalogue of Life.